# 69号室の住人
『69号室の住人』とは、2019年7月15日から2024年3月26日までTOKYO MXで放送されていた音楽番組である。
山口県、沖縄県のケーブルテレビでも遅れて放送されている。

## 概要
「日本一自由な音楽番組」がコンセプト。
さまざまなアーティストやクリエイターが集うマンションの一室「69号室」の住人である遠山が、部屋に遊びに来てくれたゲストアーティストの音楽からプライベートなことまで、ここでしか聞けない話を聴いていく。
なお、後身番組として『70号室の住人』が2025年4月23日から、水曜日 21:25 - 21:54に放送されている。

## 出演者

### MC
- 遠山大輔（グランジ）

### ナレーター
- 児玉ユウスケ（2019年7月15日 - 11月頃）
- 桑原礼佳（2019年11月頃 - 2024年3月26日）

## 放送時間
- 月曜日 25:40 - 26:10（2019年7月15日 - 2020年3月30日）
- 水曜日 19:58 - 20:27（2020年4月1日 - 2020年7月1日）
- 土曜日 21:00 - 21:30（2020年7月4日 - 2021年3月27日）
- 火曜日 25:35 - 26:05（2021年4月6日 - 2024年3月26日）

### 他局
- テレビ長崎（土曜日 26:00 - 26:30）
- テレビ愛知（第1・第3日曜日 24:35 - 25:05）
- 沖縄ケーブルネットワーク
- エヌ・シィ・ティ（新潟）

## 特別番組
- タイバン〜ミュージック・モア vs 69号室の住人

2020年1月1日 15:00 - 17:00放送。TOKYO MXで放送されている同番組と『ミュージック・モア』がコラボレーションした番組。
遠山とクリス松村が、音楽について熱く語り合うとともに、お互いの番組に出演したゲストアーティストを振り返った。

## スタッフ
※最終回時点。
- 企画・監修：nanamih
- 構成：八代丈寛、宇野コーヘー
- ナレーター：桑原礼佳
- 音効：黒澤隆昌
- 編集：宮崎章司
- MA：田村佑資
- Opening Movie：可哀想に!
- Opening Thema：マハラージャン
- 撮影/音声：権四郎
- チーフプロデューサー：哘誠
- プロデューサー：小林基広、野原崇弘、田坂健太、関谷博之
- アシスタントプロデューサー：黒川千絵乃
- ディレクター：柴田将利
- アシスタントディレクター：小笠原法華
- 制作協力：Endless Communications、Volcano
- 制作著作：TOKYO MX